# Myriocladus simplex
Myriocladus simplex är en gräsart som beskrevs av Jason Richard Swallen. Myriocladus simplex ingår i släktet Myriocladus och familjen gräs. Inga underarter finns listade i Catalogue of Life.